# 스탠스 (미식축구)

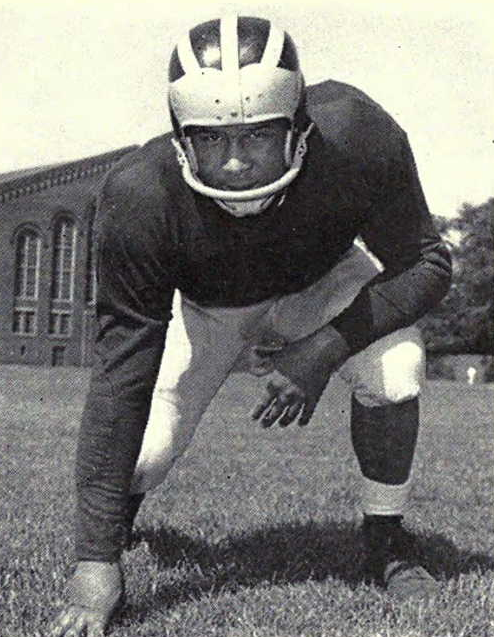
도널드 R. 데스킨스

스탠스(stance)는 미식축구 선수가 플레이가 시작될 때 취하는 자세이다. 라인맨은 일반적으로 2점, 3점, 4점의 세 가지 스탠스를 사용한다. 스탠스 이름은 선수가 스탠스를 취한 상태에서 몸이 지면에 닿는 지점의 개수를 나타낸다. 각 기술에는 고유한 강점과 약점이 있으므로 상황에 따라 적절하게 사용된다. 또한, 스탠스는 경기 수준(리틀 리그 풋볼, 고등학교 풋볼, 대학 풋볼 등)에 따라 다르게 가르치고 사용한다.

## 개요
NFL(내셔널 풋볼 리그)에서 경기당 평균 플레이 횟수는 팀당 60회가 넘는다. 즉, 한 경기에서 풀타임으로 뛰는 라인맨이 60회 이상 스탠스를 취할 수 있다는 것을 의미한다. 하지만 매번 같은 스탠스를 취하는 것은 아니다. 또한, 공격팀은 공이 스냅되기 전에 1초 동안 정지 상태를 유지해야 한다는 점을 기억하는 것이 중요하다. 즉, 공격수가 한 번 자세를 잡으면 공이 스냅되고 플레이가 시작될 때까지 그 자세를 유지해야 한다. 추가적인 움직임은 부정출발 페널티로 이어질 수 있다. 반면 수비수는 플레이 시작 전에 원하는 만큼 자세를 바꿀 수 있다. 수비 라인맨은 한 자세를 취하다가 플레이 시작 직전에 다른 자세로 바꿀 수 있다. 심지어 몸을 다른 위치로 옮길 수도 있다.